# Палестинско врабче
Палестинско врабче (Passer moabiticus) е вид птица от семейство Врабчови (Passeridae).

## Разпространение и местообитание
Разпространен е в Афганистан, Египет, Израел, Индия, Йордания, Ирак, Иран, Пакистан, Палестина, Република Кипър, Сирия и Турция.